# David García Lorenzo
David Alberto García Lorenzo (Mar del Plata, Buenos Aires, 4 de junio de 1978) es un exfutbolista argentino que jugaba como defensor.

## Trayectoria

### Aldosivi
García Lorenzo debutó con Aldosivi en 1997. Su primera etapa en el club duró hasta el año 2000. En 2001 volvió al club y obtuvo el ascenso a la B Nacional, en el 2005. Su último año en el tiburón fue el 2005.

### Banfield de Mar del Plata
Para la temporada 2000/01 se unió a Banfield de Mar del Plata. Con el club se coronó campeón de la Liga Marplatense.

### Atlético Tucumán
En 2006 viajó a San Miguel de Tucumán y se sumó a Atlético Tucumán. Con la camiseta del decano disputó una temporada.

### Alvarado
En el 2007 volvió a su ciudad natal, para jugar en Alvarado. En 2008 obtuvo el ascenso al Argentino A, al derrotar a La Plata, en el partido por la promoción. En el torito jugó hasta el 2010.

### Racing de Olavarría
En 2010 pasó a Racing de Olavarría. En 2011 se coronó campeón del Argentino B, al derrotar a Deportivo Roca, y obtuvo el ascenso al Argentino A. Jugó en el club de Olavarría hasta el 2014.

## Clubes
| Club                      | País      |
| ------------------------- | --------- |
| Aldosivi                  | Argentina |
| Banfield de Mar del Plata | Argentina |
| Atlético Tucumán          | Argentina |
| Alvarado                  | Argentina |
| Racing de Olavarría       | Argentina |

## Palmarés
| Título           | Equipo                    | País      | Año     |
| ---------------- | ------------------------- | --------- | ------- |
| Liga Marplatense | Banfield de Mar del Plata | Argentina | 2001    |
| Argentino B      | Racing de Olavarría       | Argentina | 2010/11 |